# Accord d'Erdut

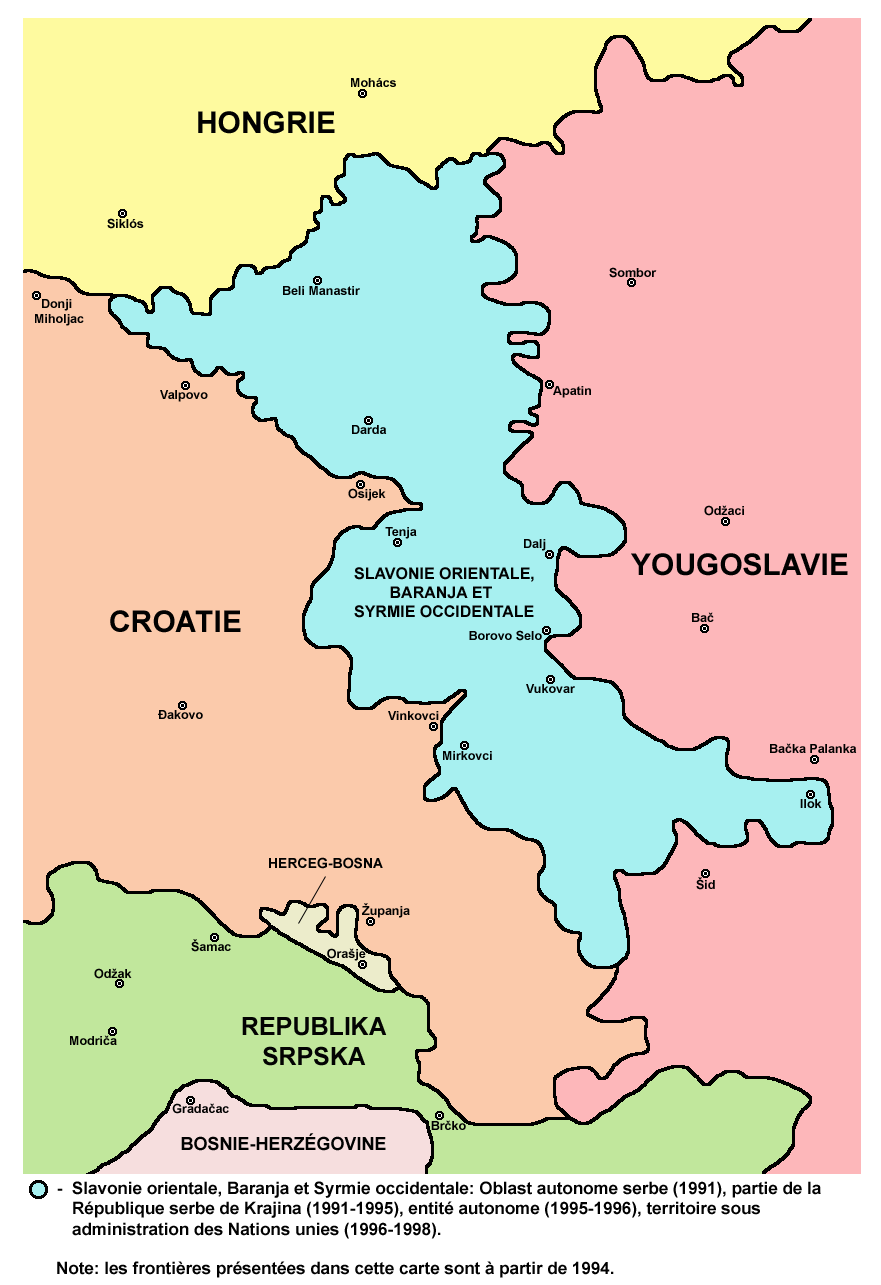
Carte de la Slavonie orientale, de la Baranja et du Srem occidental

L'accord d'Erdut (officiellement l'accord fondamental concernant la région de la Slavonie orientale, de la Baranja et du Serm occidental) conclu le 12 novembre 1995 entre les autorités de la Croatie et les autorités serbes locales de la Slavonie orientale, de la Baranja et de la Syrmie occidentale sur le règlement pacifique de la guerre de Croatie dans l'est de la Croatie. Il a été nommé d'après Erdut, le village dans lequel il a été signé.
Les signataires étaient Hrvoje Šarinić, ancien Premier ministre du Gouvernement croate et Milan Milanović, un homme politique serbe local représentant la république autoproclamée de la Krajina serbe (RSK), sur ordre des autorités de la république fédérale de Yougoslavie. Les témoins étaient Peter Galbraith, ambassadeur des États-Unis en Croatie à l'époque, et Thorvald Stoltenberg, intermédiaire des Nations unies.
Le territoire de la Slavonie orientale, de la Baranja et du Srem occidental était auparavant contrôlé par la RSK, et auparavant par la SAO la Slavonie orientale, la Baranja et la Syrmie occidentale. La résolution 1023 du Conseil de sécurité des Nations unies a reconnu l'accord et ouvert la voie à la création de l'Administration transitoire des Nations unies pour la Slavonie orientale, la Baranja et le Srem occidental. La création du Conseil conjoint des municipalités, à majorité serbe, était à la base de cet accord.

## Compléments